# 해오름도서관
해오름도서관은 경기도 성남시 중원구에 있는 도서관이다.

## 연혁
- 2018년 2월 28일 개관